# Silhouettella usgutra
Silhouettella usgutra là một loài nhện trong họ Oonopidae.
Loài này thuộc chi Silhouettella. Silhouettella usgutra được miêu tả năm 2002 bởi Michael Saaristo & van Harten.